# Visual J Sharp
Правильна назва цієї сторінки — Visual J#, але її не можна використовувати через технічні обмеження.
J# (вимовляється, як джей шарп) — об'єктно-орієнтована мова програмування з безпечною системою типізації для платформи .NET. Розроблена корпорацією Microsoft . Синтаксис J# близький до Java . Може працювати із байткодом Java, проте генерує код, призначений для виконання .NET Framework CLR.
Оголошеною метою створення J# було полегшити розробникам перехід з платформи Java на .NET Framework, проте, загалом ця мета не була досягнута.
Мова Visual J# підтримувалась Visual Studio 2005 проте не увійшла до складу Visual Studio 2008 і Visual Studio 2010.